# Hot Chip
Hot čip (енгл. Hot Chip) je engleska sint pop grupa iz Londona.

## Istorija

### Osnivanje
Alexis Taylor i Joe Goddard su se upoznali 1991. godini u Elliott School gimnaziji koju su zajedno završili u Putney. Zajedno osnivaju Hot Čip 2000. godine, zahvaljujući zajednički interes u eksperimentalnom muzikom i ritmu dens muzike. Trenutni sastav benda je okončan 2003. kada su im se definitivno priključili Felix Martin, Owen Clarke i Al Doyle.

### 
Nakon duzeg perioda gde su sami izdavali svoje pesme, Hot Čip potpisuju ugovor sa izdavačkoj kuci Moshi Moshi 2003, s kim godinu kasnije predstavljaju prvi zvanični album Coming on Strong. Uspeh tog albuma (zahvaljujući "dirljivoj kič poeziji" prema reči Pitchork Media) im oveličava ambicije i mogućnosti sa izdavačkoj kući.
Drugi album je pojavljen 2006. godine pod nazivom The Warning. Pod pokroviteljstvom poznate izdavačke kuce EMI, Hot Čip privlači vecu paznju medije i publike. Over and Over i Boy from School ulaze u UK Singles Chart, dok je album nominovan za Mercury Prize i dobije priznanje od Mixmag kao Album godine 2006.. Pesma Over and Over je takodje priznata kao Najbolja pesma 2006. godine od časopisa NME.
Treći album je predstavljen 4. Februara 2008. godine pod nazivom Made in the Dark (pošto bend po prvi put istražava nove tehnike i zvukove). Pesma Ready for the Floor se popela do 6. mesto po najprodajnim singlova u Velikoj Britaniji i bio nominovan za Gremi award za najbolju dens pesmu.
Četvrti album One Life Stand (igra reči o izrazu "One night stand") je prestavljen u Februaru 2010. godine, nakon prve svetske turneje benda u 2009. Pevač Alexis Taylor je rekao u intervju sa NME da će ovog puta pesme biti "mirnije u odnosu na Made in the Dark" i "sa većem uticaju Disco muzike".

## Članovi

### Sadašnji
- Aleksis Tejlor — vokal, sintesajzer, gitara, udaraljke, klavir
- Džo Godard — vokal, sintesajzer, udaraljke
- Oven Klark — gitara, bas-gitara, sintesajzer, udaraljke
- Al Dojl [а] — gitara, prateći vokal, sintesajzer, udaraljke, bas-gitara…
- Feliks Martin — ritam mašina, sintesajzer, programiranje
- Sara Džouns — bubanj, prateći vokal
- Rob Smouton — bubanj, gitara, bas-gitara, udaraljke, prateći vokal, sintesajzer

## Diskografija

### Studijski albumi
- (2004)
- (2006)
- (2008)
- (2010)
- (2012)
- (2015)
- (2019)

## Napomene
1. ↑  Al Dojl je član grupe LCD Soundsystem.[5]

## Spoljašnje veze
- Zvanična prezentacija
- Diskogs stranica
- Zvaničan Jutjub kanal
- Zvanična Fejsbuk stranica